# Omorgus frater
Omorgus lucidus is een keversoort uit de familie beenderknagers (Trogidae). De wetenschappelijke naam van de soort is voor het eerst geldig gepubliceerd in 2005 door Pittino. De soort komt voor in India, Pakistan en Sri Lanka.